# کوترماهی اروپایی
کوترماهی اروپایی (نام علمی: Sphyraena sphyraena) نام یک گونه از سرده کوترماهیان است.